# Jean de Hautefeuille
Jean de Hautefeuille (Orléans, 20 marzo 1647 – Orléans, 18 ottobre 1724) è stato un fisico, inventore e abate francese.

## Biografia
Hautefeuille nacque a Orléans, figlio di un fornaio. Quando era ragazzo, le sue attività sperimentali attrassero l'attenzione di Maria Anna Mancini, duchessa di Bouillon, che divenne la sua protettrice e lo accolse nel suo seguito. In questo modo poté viaggiare in Italia e Inghilterra. Grazie alla protezione della duchessa fu ordinato sacerdote della Chiesa Cattolica. La sua passione, però, era per le scienze piuttosto che per le questioni religiose, e si dedicò all'ingegneria e alla fisica applicata.
Uno dei suoi contributi più importanti fu la proposta di usare una molla a spirale ed un bilanciere al posto di un pendolo per controllare gli orologi. Negli anni 70 del diciassettesimo secolo fu coinvolto in una disputa con Christian Huygens e Robert Hooke, che rivendicavano la paternità dell'invenzione. L'invenzione è generalmente attribuita a Huygens, in quanto riuscì a perfezionare l'idea, e fu il primo a costruire un orologio che ne facesse uso.
Hautefeullie si occupò anche di acustica, studiando il funzionamento del megafono, e scrisse un saggio sulla causa dell'eco, che vinse un premio dell'Accademia di Bordeaux nel 1718. Studiò anche miglioramenti per le lenti. Si interessò anche delle maree, e inventò uno strumento chiamato talassametro per registrarle.
Nel 1678 propose una prima forma di motore a combustione interna, proponendo di usare una miscela tonante con polvere da sparo per sollevare l'acqua, sfruttando il vuoto prodotto dal raffreddamento in un recipiente munito di valvole, nel quale aveva preventivamente fatto esplodere la polvere pirica. Sembra improbabile tuttavia che fosse riuscito a costruire tale macchina. Fu comunque il primo a proporre l'uso di un pistone in una macchina termica. Huygens propose un sistema simile due anni dopo, basandosi sui suggerimenti di Hautefeuille, e sembra che avesse costruito anche dei prototipi.
Hautefeuille perfezionava raramente le proprie invenzioni, ed era incline a pubblicare idee prematuramente, per poi abbandonarle in favore di nuove ispirazioni. L'accademia delle Scienze di Parigi attestò il valore e l'utilità di molte delle sue scoperte, ma non lo elesse mai come membro.
Fu autore di numerosi saggi su diversi argomenti.

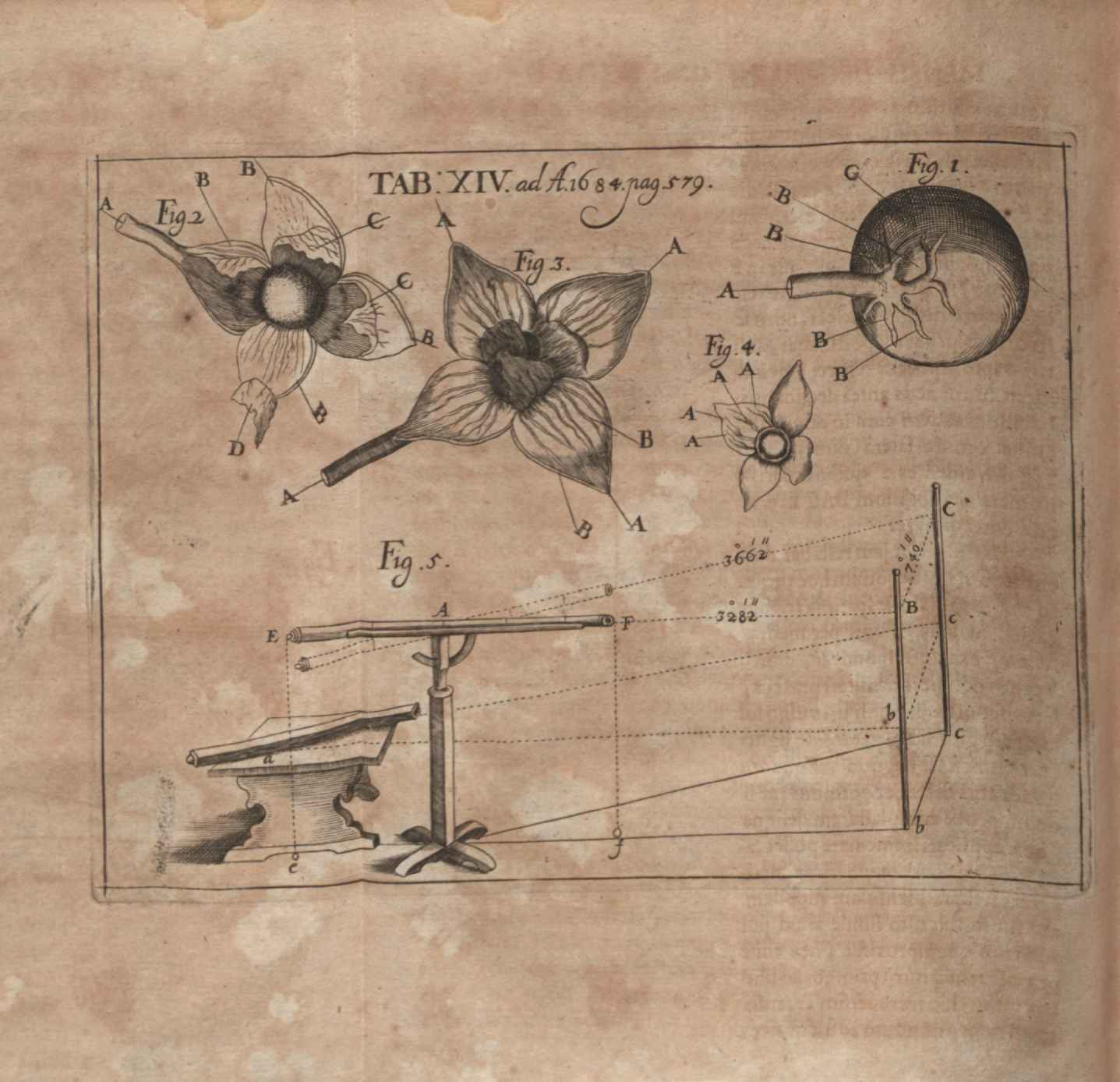
Illustrazione alla Nova ratio accuratissime inveniendi acus magneticae declinationem, exposita... pubblicata sugli Acta Eruditorum del 1684

## Opere
- Problème d'acoustique curieux et intéressant, dont la solution est proposée aux savans, d'après les idées qu'en a laissées
- Au Roi [supplique de l'abbé de Hautefeuille au sujet de deux moyens qu'il a trouvés de connaître les longitudes sur la mer et pour lesquels les savants ne lui ont pas rendu justice]
- L'art de respirer sous l'eau. Et le moyen d'entretenir pendant un temps considerable la flamme enfermée dans un petit lieu. Omne principium rude & imperfectum, sed per additamenta artis, tractu temporis res perficiuntur. Seneca. Nulla res consummata est dum incipit. Idem. Seconde edition.
- L'art de respirer sous l'eau et le moyen d'entretenir pendant un tems [sic] considerable la flamme enfermée dans un petit lieu. Omne principium rude & imperfectum, sed per additamenta artis, tractu temporis, res perficiuntur. Nulla res consummata est, dum incipit.
- Saint Evremond
- Réfléxions sur quelques machines a élever les eaux
- Plaidoyer sur les magiciens et sur les sorciers
- Inventions nouvelles
- Sentiment de Mr de Hautefeuille ecrit à un de ses amis, sur le different du R. P. Malebranche prestre de l'Oratoire, & de Mr Regis, touchant l'apparence de la lune vûë à l'horison & au meridien, avec quelques particularitez concernant l'horlogerie.